# Lytocarpia angulosa
Lytocarpia angulosa is een hydroïdpoliep uit de familie Aglaopheniidae. De poliep komt uit het geslacht Lytocarpia. Lytocarpia angulosa werd in 1816 voor het eerst wetenschappelijk beschreven door Lamarck. 